# Cabana del Bellera
La Cabana del Bellera és una cabana del terme municipal de Conca de Dalt, dins de l'antic terme d'Hortoneda de la Conca, pertanyent al poble d'Hortoneda.
Està situada al sud-oest d'Hortoneda, a la partida de lo Montiell, al sud-oest de la Cabana del Toni.